# Yann Martel
Yann Martel (sinh ngày 25 tháng 6 năm 1963) là nhà văn sinh ở Tây Ban Nha nhưng hiện sống tại Montréal, Canada. Ông nổi tiếng với cuốn tiểu thuyết Bản Ngã và tuyển tập truyện ngắn nhan đề Những sự kiện có thật đằng sau vụ Roccamatios Helsinki. Cuộc đời của Pi là cuốn sách thứ ba của ông, được tặng giải thưởng Man Booker năm 2002.

## Tác phẩm
- Seven Stories (Bảy truyện ngắn, 1993), tập truyện ngắn
- The Facts Behind the Helsinki Roccamatios (1993), tập truyện ngắn
- Self (Bản ngã, 1996), tiểu thuyết
- Life of Pi (Cuộc đời của Pi, 2001), tiểu thuyết
- We Ate the Children Last (2004), truyện ngắn
- Beatrice and Virgil (Beatrice và Virgil, 2010), tiểu thuyết
- The High Mountains of Portugal (Dãy núi cao ở Bồ Đào Nha, 2016), tiểu thuyết